# Tropidophis nigriventris
Tropidophis nigriventis là một loài rắn trong họ Tropidophiidae. Loài này được Bailey mô tả khoa học đầu tiên năm 1937.